# Roald Wallberg

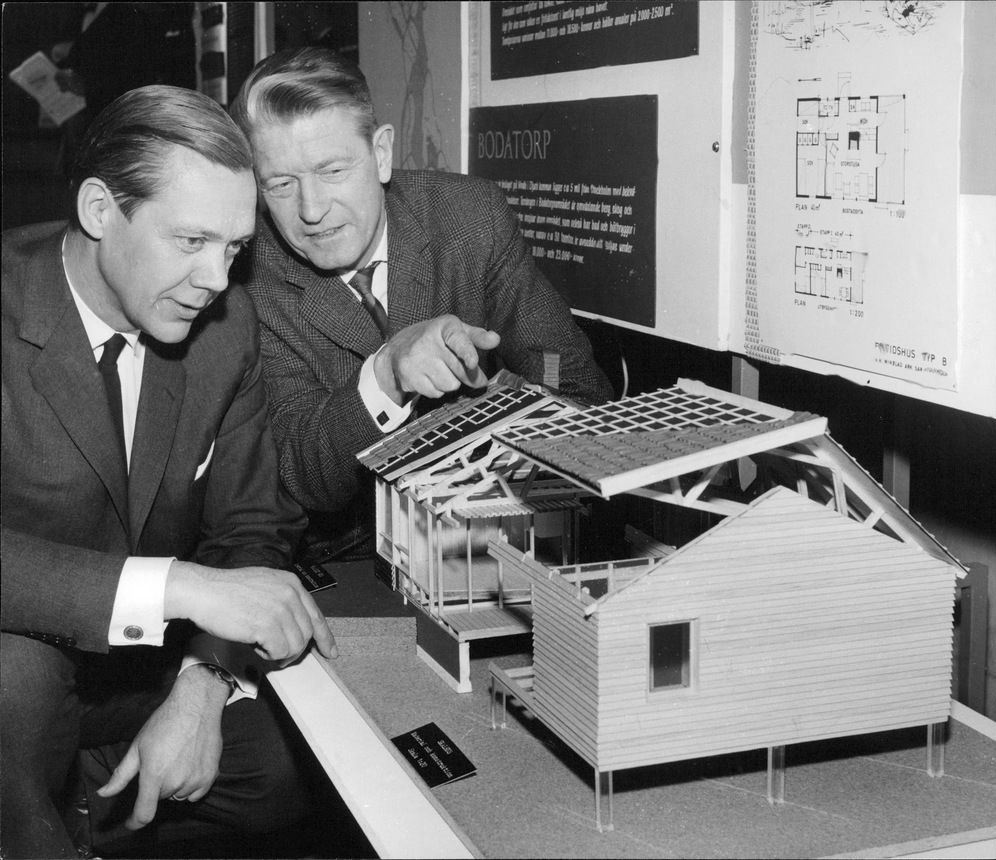
Wallberg (till höger) och arkitekt Nils-Henrik Winblad.

Roald Leonard Wallberg, född 25 februari 1913 i Faringe församling, Uppsala län, död 2 januari 1995 i Stockholm, var en svensk bankman.
Wallberg blev juris kandidat vid Stockholms högskola 1947, genomförde tingstjänstgöring 1947–1951, var förste byråsekreterare i Generalpoststyrelsen 1947–1951, blev bankjurist 1951 vid Länssparbanken Stockholm, var vice verkställande direktör där 1951–1964 och verkställande direktör 1964–1978. 
Wallberg var ordförande i Sveriges Civilförsvarsförbunds arbetsutskott 1966–1969, styrelseledamot i Svenska sparbanksföreningen 1969–1979 (ledamot av dess arbetsutskott 1973–1979), i Rädda barnen 1970–1979, av Bankinspektionen förordnad allmän revisor 1979–1983 och styrelseledamot i Svenska riksförbundet för friskvård 1983–1989.